# Kevin Mulvey
Pour les articles homonymes, voir Mulvey.
Kevin John Mulvey (né le 26 mai 1985 à Parlin, New Jersey, États-Unis) est un ancien lanceur droitier de baseball qui a joué dans les Ligues majeures pour les Twins du Minnesota en 2009 et les Diamondbacks de l'Arizona en 2009 et 2010.

## Carrière
Kevin Mulvey est un choix de deuxième ronde des Mets de New York en 2006. Le 2 février 2008, alors qu'il évolue toujours en ligues mineures, Mulvey est l'un des quatre jeunes joueurs échangés par les Mets aux Twins du Minnesota en retour du lanceur partant étoile Johan Santana.
Mulvey fait ses débuts dans les majeures comme porte-couleurs des Twins le 20 juillet 2009. Son passage au Minnesota est de courte durée puisqu'il est transféré à la fin de l'été aux Diamondbacks de l'Arizona en compensation pour l'acquisition du lanceur de relève Jon Rauch. Il complète 2009 chez les Diamondbacks et apparaît dans quelques parties des majeures avec eux en 2010. Il joue 10 matchs au total dans le baseball majeur.